# Hold on Tight
Hold on Tight é o álbum de estreia da banda norte americana Hey Monday. Lançado em 7 de outubro de 2008 teve seu primeiro single, "Homecoming", lançado apenas no começo de 2009. O álbum foi produzido pela S*A*M (Sam Hollander) e Sluggo que também trabalhou com outros grandes artistas e bandas como Gym Class Heroes e The Academy Is.... No final de 2008 o grupo gravou seu primeiro video clipe do single "Homecoming". O segundo Single deste álbum, "How You Love Me Now", foi lançado em março de 2009.

## Faixas
| CD             |                          |                                                        |         |  |
| N.º            | Título                   | Compositor(es)                                         | Duração |  |
| 1.             | "Set Off"                | Dave Katz, Mike Gentile, Sam Hollander & Cassadee Pope | 3:27    |  |
| 2.             | "How You Love Me Now"    | Katz, Butch Walker, Hollander & Pope                   | 3:18    |  |
| 3.             | "Homecoming"             | Katz, Hollander, Pope & William Beckett                | 3:59    |  |
| 4.             | "Obvious"                | Katz, Hollander & Pope                                 | 3:29    |  |
| 5.             | "Candles"                | Katz, Gentile, Hollander & Pope                        | 2:55    |  |
| 6.             | "Run, Don't Walk"        | Katz, Hollander & Pope                                 | 3:43    |  |
| 7.             | "Josey"                  | Gentile & Pope                                         | 3:19    |  |
| 8.             | "Hurricane Streets"      | Katz, Gentile, Hollander & Pope                        | 3:07    |  |
| 9.             | "Arizona"                | Katz, Gentile, Hollander & Pope                        | 3:37    |  |
| 10.            | "Should've Tried Harder" | Pope                                                   | 3:07    |  |
| 11.            | "6 Months"               | Pope                                                   | 3:37    |  |
| Duração total: | Duração total:           | Duração total:                                         | 37:30   |  |

| Faixa Bonus Japonesa |                                   |                        |         |  |
| N.º                  | Título                            | Compositor(es)         | Duração |  |
| 1.                   | "Run, Don't Walk" (Live in Tokyo) | Katz, Hollander & Pope |         |  |
| 2.                   | "Josey" (Live in Tokyo)           | Gentile & Pope         |         |  |
| 3.                   | "Candles" (Versão Acústica)       | Pope                   |         |  |

## Paradas musicais
"Hold On Tight" não conseguiu nenhuma posição de destaque no chart da Billboard 200, mas no chart da heatseeker alcançou a 11ª posição.
| Paradas (2008)            | Melhor posição |
| ------------------------- | -------------- |
| Billboard Top Heatseekers | 11             |
| Paradas (2009)            | Melhor posição |
| Austrália Albums Chart    | 71             |

## Integrantes da banda
- Cassadee Pope - Vocais
- Mike Gentile - Guitarra solo
- Elliot James  - Bateria
- Michael Moriarty - Baixo
- Alex Lipshaw - Guitarra base
- Bobby Nolan - teclado

## Recepção
A Critica em relação ao álbum foi em geral positiva. Andrew Leahey, do guia Allmusic deu um parecer favorável ao álbum dizendo: "Certamente temos alguma coisa aqui, particularmente na conclusão do álbum, mas 'Hold on Tight' ainda não tem o suficiente para perdurar como álbum de estréia".